# The Brogues
The Brogues erano un gruppo garage rock statunitense formato a Merced, in California, nel 1964. Gran parte della breve carriera del gruppo è stata caratterizzata da melodie distorte di chitarra e voci influenzate dal R&B. Hanno pubblicato due singoli che furono dei successi regionali ed ebbero una breve esistenza. In particolare Annette Tucker e Nancie Mantz scrissero "I Ain't No Miracle Worker", che ora è considerato un classico del genere garage rock. La canzone è anche apparsa in diversi album di compilation ed è stata omaggiata da cover di altri artisti musicali. In Italia il brano ebbe molte cover già dagli anni '60, realizzate da band come i Corvi, The Bats, i Meteors, Gli Evangelisti ed altri.

## Storia dei Brogues
I Brogues si formarono a Merced, in California nel 1964 da Eddie Rodrigues (chitarra), Rick Campbell (organo), Greg Elmore (batteria) e Bill Whittington (basso). In seguito il gruppo vide l'ingresso del chitarrista Gary Grubb (divenuto poi famoso con i nomi di Gary Cole o Gary Duncan).
La band, che registrò solo sei canzoni nella sua carriera, divenne poi molto nota per il singolo (I Ain't No) Miracle Worker / Don't Shoot Me Down. Tale brano, riproposto anche in Italia nella versione tradotta da Nisa ed interpretata dai Corvi e da i Meteors con il titolo Un ragazzo di strada, rappresenta un classico del proto-punk e del Garage rock; nel 1972 fu incluso in Nuggets: Original Artyfacts from the First Psychedelic Era, 1965-1968, raccolta simbolo del garage rock, riedita nel 1998 dalla Rhino Records, in edizione espansa come cofanetto di quattro CD.
Nella sua versione inglese la canzone fu rifatta da band come The Chocolate Watchband, The Chesterfield Kings e The Barracudas. Nella sua versione italiana il pezzo fu riproposto da artisti come Skiantos, Ivan Cattaneo, Rats, Matia Bazar, Pooh e Vasco Rossi.
Oltre a questo brano la band incise un singolo dal titolo Someday / But Now I Find ed una canzone dal titolo Journey.
Dopo lo scioglimento, il chitarrista e cantante Duncan e il batterista Elmore furono tra i fondatori dei Quicksilver Messenger Service.